# Freak on a Leash
"Freak on a Leash" is een nummer van de Amerikaanse band Korn. Het nummer verscheen op hun album Follow the Leader uit 1998. Op 25 mei 1999 werd het nummer uitgebracht als de vijfde en laatste single van het album.

## Achtergrond
"Freak on a Leash" is geschreven door alle leden van de band en opgenomen in mei 1998. Oorspronkelijk bevatte het nummer halverwege een luide gitaarsolo, die zij speelden tijdens de eerste concerten ter promotie van het album Follow the Leader. De band kwam er later achter dat radiozenders hier niet van houden, dus vroegen zij aan hun fans of zij dit deel uit het nummer moesten schrappen. Nadat ongeveer 80% van de fans voor dit idee was, werd dit daadwerkelijk geschrapt. De band beschreef deze solo als "het Biohazard-deel".
"Freak on a Leash" gaat volgens gitarist Brian "Head" Welch over zanger Jonathan Davis "die een freak aan de leiband was - met een soort kinky dominatrix." Het nummer maakt gebruik van distortion en diverse andere effecten die het nummer tot leven brengen. Halverwege het nummer zingt Davis herhaaldelijk dezelfde regel onverstaanbare geluiden, welke kunnen worden gezien als scat.
"Freak on a Leash" is uitgegroeid tot een van de bekendste nummers van Korn. Desondanks kwam het niet de Amerikaanse Billboard Hot 100 terecht; wel behaalde het in het land de zesde plaats in de Alternative Songs-lijst en de tiende plaats in de Mainstream Rock Songs-lijst. In het Verenigd Koninkrijk kwam het tot plaats 24 in de hitlijsten. In Nederland piekte het respectievelijk op de 22e en 23e plaats in de Top 40 en de Mega Top 100. In 2006 werd een akoestische versie van het nummer opgenomen voor het livealbum MTV Unplugged in duet met Evanescence-zangeres Amy Lee. Deze versie werd uitgebracht op single en bereikte wel de Billboard Hot 100, met een 89e plaats als hoogste notering. Het nummer is gebruikt in reclames voor Puma, afleveringen van The Simpsons, Daria en Celebrity Deathmatch en de computerspellen Guitar Hero: World Tour, Guitar Hero Live en Rock Band 3.
De videoclip van "Freak on a Leash" is geregisseerd door Todd McFarlane en bevat zowel animatie als livebeelden. De clip begint met een geanimeerd deel waarin een aantal kinderen (inclusief de leden van Korn als kinderen) aan het hinkelen zijn op een klif en achterna worden gezeten door een politie-agent. De agent vuurt per ongeluk een kogel af, die uit de geanimeerde wereld ontsnapt naar de echte wereld. De kogel richt veel schade aan en mist ternauwernood een aantal mensen. De kogel vliegt dan in een poster van Korn en vliegt rond de bandleden, die het nummer live spelen, voordat het via dezelfde weg weer teruggaat naar de geanimeerde wereld. Aan het eind van de video wordt de kogel gevangen door een meisje, dat het teruggeeft aan de agent. De clip won in 1999 twee MTV Video Music Awards in de categorieën "Best Editing" en "Best Rock Video". Daarnaast won het in 2000 een Grammy Award in de categorie Best Short Form Music Video.

## Hitnoteringen

### Nederlandse Top 40
| Hitnotering: 15-05-1999 t/m 26-06-1999 | Hitnotering: 15-05-1999 t/m 26-06-1999 | Hitnotering: 15-05-1999 t/m 26-06-1999 | Hitnotering: 15-05-1999 t/m 26-06-1999 | Hitnotering: 15-05-1999 t/m 26-06-1999 | Hitnotering: 15-05-1999 t/m 26-06-1999 | Hitnotering: 15-05-1999 t/m 26-06-1999 | Hitnotering: 15-05-1999 t/m 26-06-1999 | Hitnotering: 15-05-1999 t/m 26-06-1999 |
| Week                                   | 1                                      | 2                                      | 3                                      | 4                                      | 5                                      | 6                                      | 7                                      |                                        |
| -------------------------------------- | -------------------------------------- | -------------------------------------- | -------------------------------------- | -------------------------------------- | -------------------------------------- | -------------------------------------- | -------------------------------------- | -------------------------------------- |
| Positie                                | 26                                     | 23                                     | 22                                     | 23                                     | 26                                     | 27                                     | 32                                     | uit                                    |

### Mega Top 100
| Hitnotering: 01-05-1999 t/m 24-07-1999 | Hitnotering: 01-05-1999 t/m 24-07-1999 | Hitnotering: 01-05-1999 t/m 24-07-1999 | Hitnotering: 01-05-1999 t/m 24-07-1999 | Hitnotering: 01-05-1999 t/m 24-07-1999 | Hitnotering: 01-05-1999 t/m 24-07-1999 | Hitnotering: 01-05-1999 t/m 24-07-1999 | Hitnotering: 01-05-1999 t/m 24-07-1999 | Hitnotering: 01-05-1999 t/m 24-07-1999 | Hitnotering: 01-05-1999 t/m 24-07-1999 | Hitnotering: 01-05-1999 t/m 24-07-1999 | Hitnotering: 01-05-1999 t/m 24-07-1999 | Hitnotering: 01-05-1999 t/m 24-07-1999 | Hitnotering: 01-05-1999 t/m 24-07-1999 | Hitnotering: 01-05-1999 t/m 24-07-1999 |
| Week                                   | 1                                      | 2                                      | 3                                      | 4                                      | 5                                      | 6                                      | 7                                      | 8                                      | 9                                      | 10                                     | 11                                     | 12                                     | 13                                     |                                        |
| -------------------------------------- | -------------------------------------- | -------------------------------------- | -------------------------------------- | -------------------------------------- | -------------------------------------- | -------------------------------------- | -------------------------------------- | -------------------------------------- | -------------------------------------- | -------------------------------------- | -------------------------------------- | -------------------------------------- | -------------------------------------- | -------------------------------------- |
| Positie                                | 51                                     | 38                                     | 28                                     | 25                                     | 24                                     | 23                                     | 25                                     | 27                                     | 35                                     | 42                                     | 53                                     | 64                                     | 84                                     | uit                                    |

### NPO Radio 2 Top 2000
| Nummer met noteringen in de NPO Radio 2 Top 2000 | '18  | '19  | '20  | '21 | '22 | '23 | '24 |
| ------------------------------------------------ | ---- | ---- | ---- | --- | --- | --- | --- |
| Freak on a Leash                                 | 1204 | 1018 | 1013 | 992 | 726 | 741 | 606 |

1. ↑  Een vetgedrukt getal geeft de hoogste notering aan.
2. ↑  2018 was het eerste jaar met een notering voor dit nummer.